# (21829) Kaylacornale
(21829) Kaylacornale (1999 TZ92) – planetoida z pasa głównego asteroid okrążająca Słońce w ciągu 3,43 lat w średniej odległości 2,27 j.a. Odkryta 2 października 1999 roku.